# Tarazona de la Mancha
Tarazona de la Mancha – gmina w Hiszpanii, w prowincji Albacete, w Kastylii-La Mancha, o powierzchni 212,58 km². W 2011 roku gmina liczyła 6696 mieszkańców.